# Anaplectoides virens
Anaplectoides virens là một loài bướm đêm trong họ Noctuidae.